# Abattage (arbre)
Pour les articles homonymes, voir Abattage (homonymie).

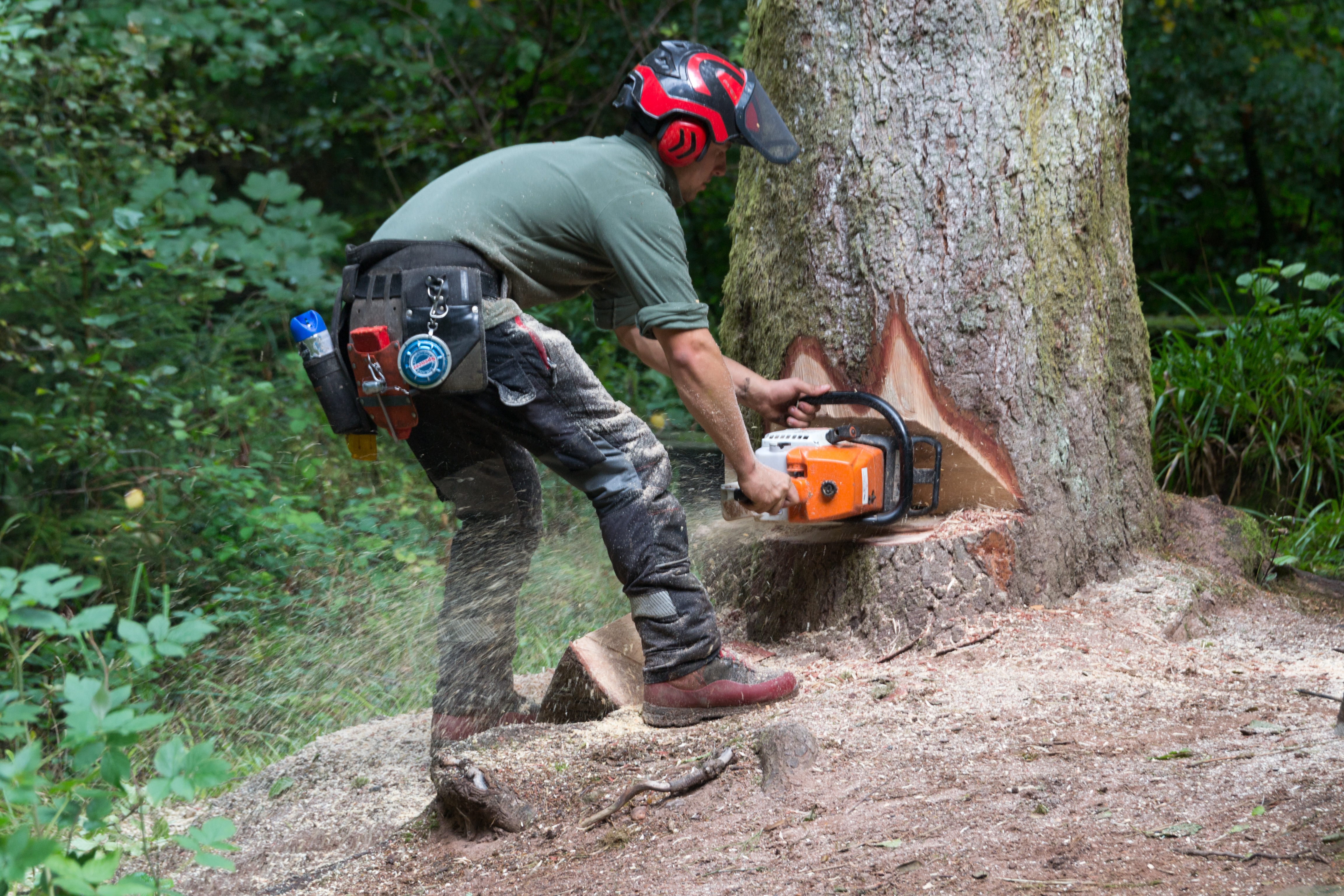
Un bûcheron abat un arbre avec une tronçonneuse.

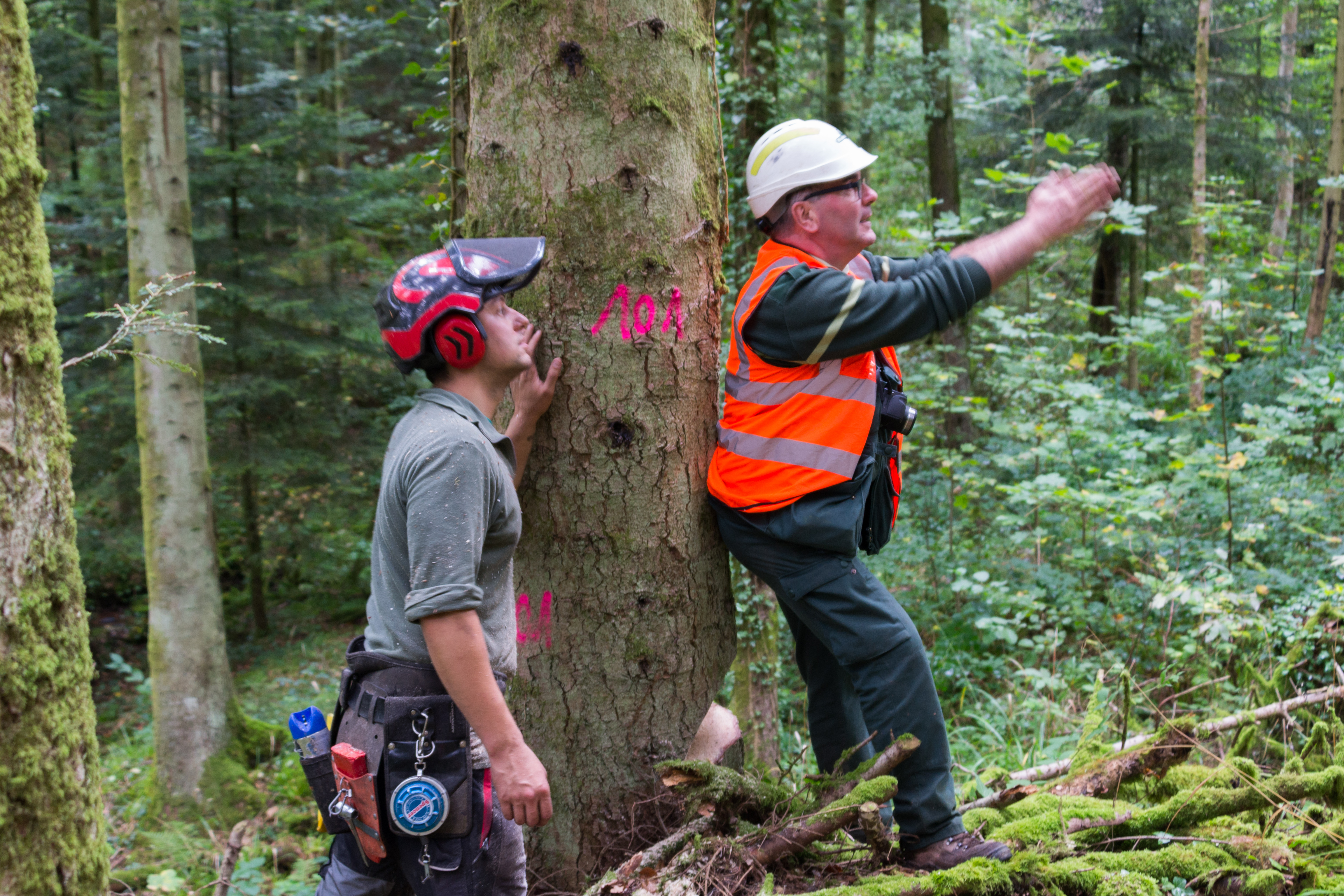
Un garde forestier vérifiant la direction de chute d'un arbre martelé, dos à l’entaille directionnelle.

Dans le domaine de la sylviculture, l’abattage d'un arbre consiste à le couper à la base pour provoquer sa chute et ensuite permettre le retrait du site et son exploitation. Il s'agit d'une étape importante de l'exploitation forestière.
Le bûcheronnage reprend les opérations d'abattage d'un arbre et le façonnage;
Dès que l'arbre est d'un certain volume ou hauteur, l'opération requiert une personne expérimentée - un bûcheron - en particulier apte à déterminer la chute au meilleur endroit et en sécurité.

## Historique

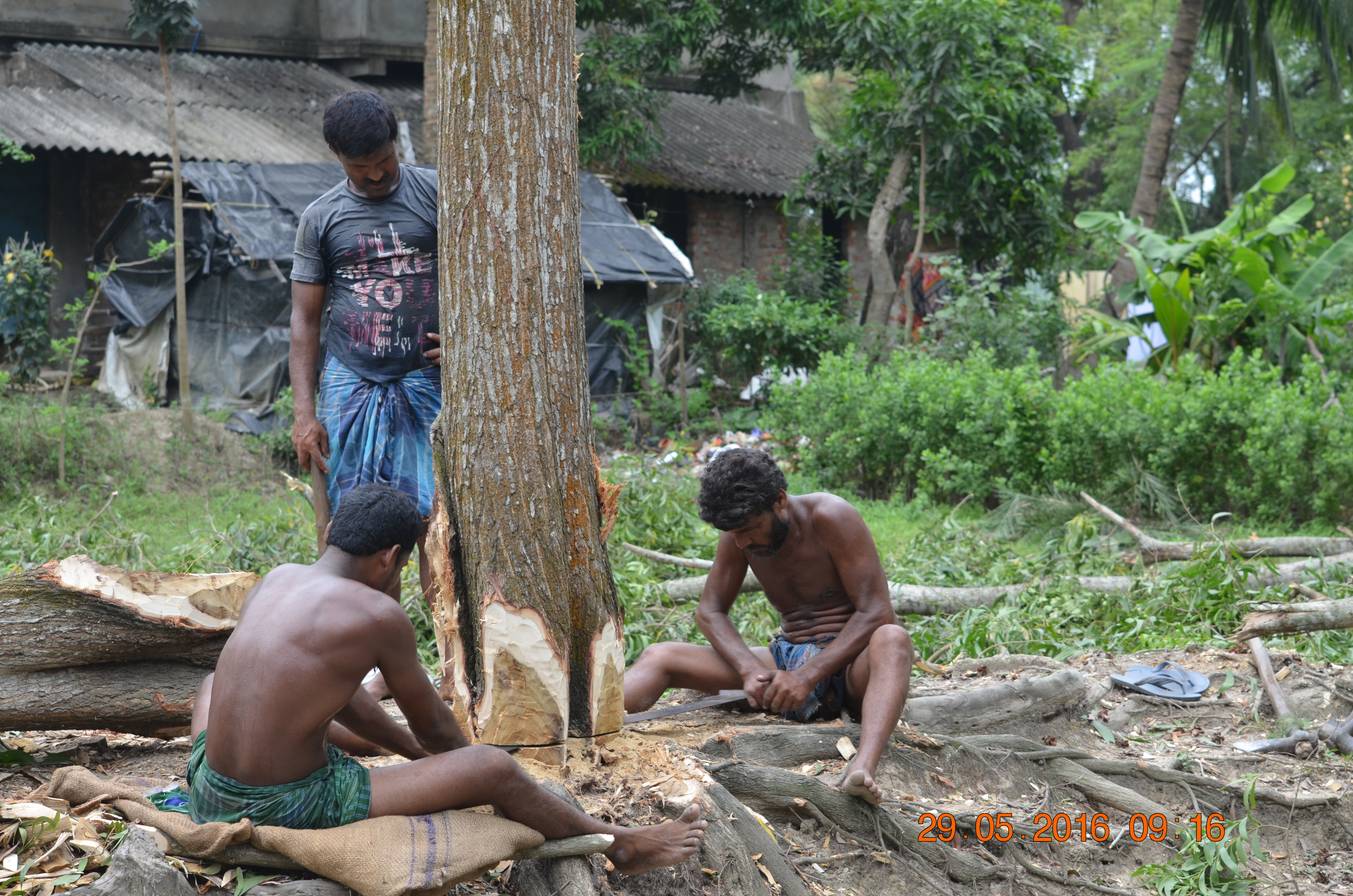
Abattage d'un arbre avec une scie à deux mains.

Les haches et scies ont constitué le seul moyen d'abattage jusqu'à l'invention de la tronçonneuse en 1926. Les abatteuses sont des machines d'abattage apparues à la fin du XXe siècle.
La dendrochronologie a déterminé que les arbres utilisés par la plus ancienne charpente romane française recensée, en l'église Saint-Georges-sur-Loire de Rochecorbon, ont été abattus (et assemblés) en 1028. En 1985 en Europe, via la dendrochronologie, il était pratiquement possible de déterminer jusqu’au IIIe millénaire av. J.-C., et au mois près, la date d’abattage d’un arbre.

## Période d'abattage
En zone tempérée, l'abattage des résineux se fait indifféremment toute l’année. En revanche, pour les feuillus, sont préférées les périodes hors sève, c'est-à-dire en automne ou en hiver. En effet, ces conditions présentent plusieurs avantages :
- l'absence de feuilles diminue la prise au vent et rend l’ébranchage plus facile ;
- le bois est moins sensible aux attaques des parasites, ces derniers étant moins virulents par temps froid ;
- la teneur en eau étant plus faible, les coûts en termes de transport sont moins élevés et le temps de séchage plus court.

Cependant, les grumes feuillues sont de plus en plus souvent abattues toute l'année[réf. souhaitée].
En zone tropicale humide, où la forêt est sempervirente, la période d'abattage est déterminée par l'accessibilité. En particulier dans les endroits marqués par une alternance de saison sèche et de saison des pluies, l'abattage est privilégié en saison sèche.

## Abattage manuel

Schéma des entailles faites lors d’un abattage

L'abattage manuel se fait au moyen de divers outils : tronçonneuses, machettes, scies ou haches.
Avant l'abattage proprement dit, la base de l'arbre doit être débarrassée de la végétation et autres matières risquant de gêner la coupe ou de la rendre dangereuse. Éventuellement, le bucheron pratique l’égobelage, c'est-à-dire enlève les contreforts parfois observables à la base des troncs (surtout présents chez les essences tropicales). Cette première réduction de la section du tronc permet ensuite un meilleur contrôle de la direction de chute. Celle-ci une fois choisie, une entaille dite directionnelle, ou cran de chute, doit être pratiquée avec précision de ce côté de l'arbre : un premier trait de scie — appelé plancher — est opéré horizontalement ; le second trait — appelé plafond — doit former avec le plancher un angle compris entre 30 et 45° et aboutir à une entaille comprise entre 1/3 et 1/5 du diamètre de l’arbre. Dans le cas d'arbres de petite circonférence, l’entaille directionnelle est remplacée par un simple trait de scie.
La chute s'obtient par le trait de chute ou trait d’abattage à l’opposé du cran de chute et un peu plus haut que son plancher, une charnière se formant ainsi dans les derniers instants et participant au contrôle de la chute en direction et du déplacement horizontal du tronc.
Dans le cas de spécimens de très gros diamètre, on peut conserver une patte de retenue à l'arrière du trait d'abattage. Celle-ci n'est coupée qu'une fois la charnière faite, afin de maîtriser parfaitement le moment de la chute de l'arbre.

## Abattage mécanisé

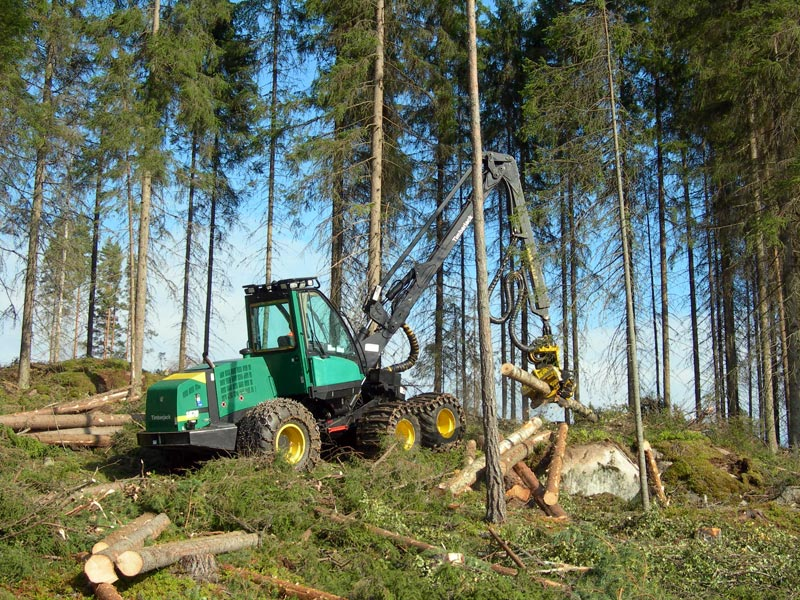
Abatteuse récoltant du bois de résineux.

Dans les zones accessibles aux machines et dans le cas d'arbres aux troncs rectilignes et ne comportant que des branches faciles à élaguer, l'abattage peut être réalisé à l'aide d'engins spécialisés.
Ce type d'abattage est particulièrement adapté aux grands espaces de plaine avec des peuplements de résineux, de bouleaux, en particulier dans les zones boréales (Canada, Europe du Nord). Il est également utilisé pour les peupliers et a tendance à s'adapter pour être utilisable pour les taillis de feuillus de zone tempérée.
Les arbres de très gros diamètre, même rectilignes et non branchus, ne peuvent pas être abattus avec ce type de machine. On a ainsi recours à l'abattage manuel pour les futaies matures ou les forêts tropicales.
Les machines sont des tracteurs ou des grues équipés d’un bras portant une tête d’abattage. Avec les abatteuses-ébrancheuses-billonneuses (harverster en anglais), il s'agit de têtes élaborées qui permettent l'abattage, l’ébranchage et l'action de billonner dans une seule manœuvre et manipulation : la tête assure d'abord la préhension de l’arbre ; la scie coupe la base de l’arbre qui est aussitôt disposé parallèlement au sol avant que la tête n'effectue un aller-retour sur toute la longueur, une fois pour ébrancher, une fois dans l'autre sens en sectionnant le tronc en billes de dimensions variables : l’opérateur peut utiliser l'ordinateur de bord pour obtenir des billons correspondant en longueur et circonférence aux attentes des clients.

## Dessouchage

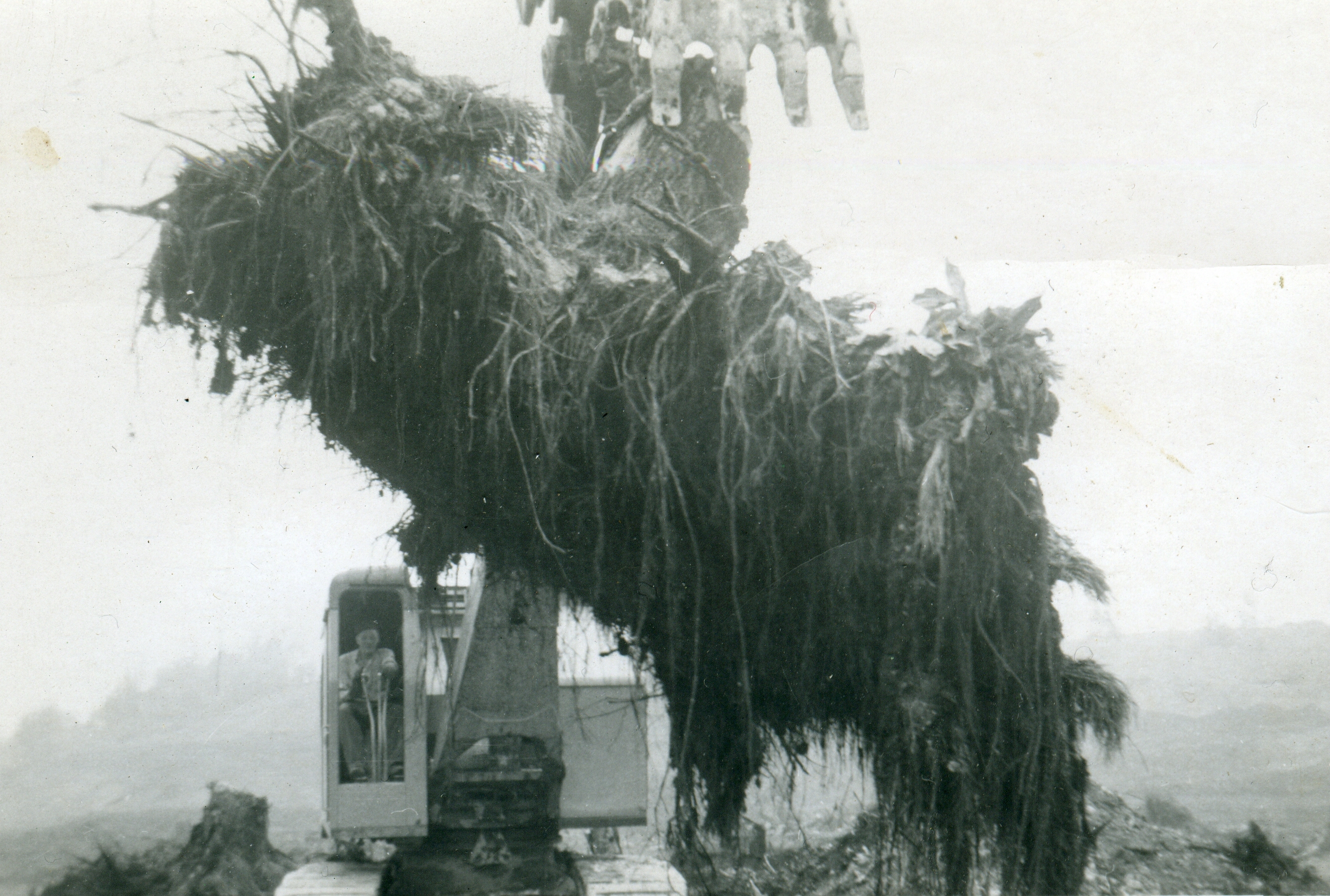
Dessouchage mécanique montrant les racines qui ancraient la souche dans le substrat.

Le dessouchage (extirpatio) est pratiqué depuis l'Antiquité, en complément de l'abattage (extruncatio) pour conquérir des terres arables, urbaniser sur la forêt, ou pour la construction de routes,, et il a parfois été interdit au peuple.
Il est aujourd'hui surtout utilisé par et pour la sylviculture industrielle ou intensive. Il peut induire un degré local mais élevé de perturbation écologique du sol avec des avantages et des inconvénients. Il permet de créer un sol plat et homogène pour une plantation, mais si la souche n'est pas broyée et réintégrée au sol, il prive le sol d'une source importante de carbone notamment utile aux champignons myccorhyzateurs et à la production d'un humus forestier profond propice à une bonne rétention de l'eau par le sol. Dans certains contextes, exécuté sans précaution, il peut endommager certaines infrastructures telles que fossés, berges et digues et des structures archéologiques sous-jacentes ou être dangereux dans le cas de forêts de guerre (Verdun, Vimy, Spincourt par exemple) où les racines peuvent avoir englobé des munitions non explosées (armes chimiques parfois, dans le cas de séquelles de la Première Guerre mondiale). Les souches laissées après l'abattage des arbres sont maintenant parfois extraites du sol pour fournir du bois-combustible aux centrales à biomasse.
Il peut se faire de plusieurs façons :
1. mécaniquement à l'aide d'une pelleteuse, au moyen de la traction animale (autrefois) ou au tire-fort ;
2. par rognage à l'aide d'une rogneuse de souche ou autrement appelée dessoucheuse jusqu’à une profondeur de 15 à 18 pouces[10]. Le dessouchage en 2015 est réalisé la plupart du temps de cette manière;
3. via un extracteur-sécateur, extracteur de souches comportant un sécateur qui coupe la souche en deux ou trois morceaux au moment de l'extraction, de façon à en faciliter le transport et la manutention[11].
4. chimiquement : par la dévitalisation de la souche, consistant à empoisonner l'arbre pour l'empêcher de produire des rejets; une méthode courante consiste à percer des trous d'une dizaine de centimètres de profondeur à l'aide d'un gros foret, puis à les remplir de chlorate de soude ou d'un produit à base de sulfate d'ammonium. La dévitalisation complète peut prendre plusieurs mois, le temps que le produit diffuse jusqu'aux extrémités des racines. De nombreux produits chimiques sont vendus ou ont été vendus pour cet usage, mais nombre d'entre eux (dont parmi les produits homologués) sont toxiques pour une ou plusieurs espèces. Dans la plupart des pays, une réglementation encadre l'usage des biocides ou le dessouchage chimique (au moins en forêt).

Après une coupe rase avec dessouchage, les souches sont parfois enfouies (broyées ou non), brûlées ou mises en andains et le dessouchage est parfois suivi d'un labour, qui présente l'inconvénient de favoriser les graminées, fortement concurrentes des jeunes plants d'arbres, notamment pour l'eau en période de sécheresse.
En France pour dessoucher un groupe d'arbre ou un bois sans reboiser (par exemple pour mettre le sol en culture, le construire, etc.), il faut une autorisation de défrichement.

## Abattage à culée noire

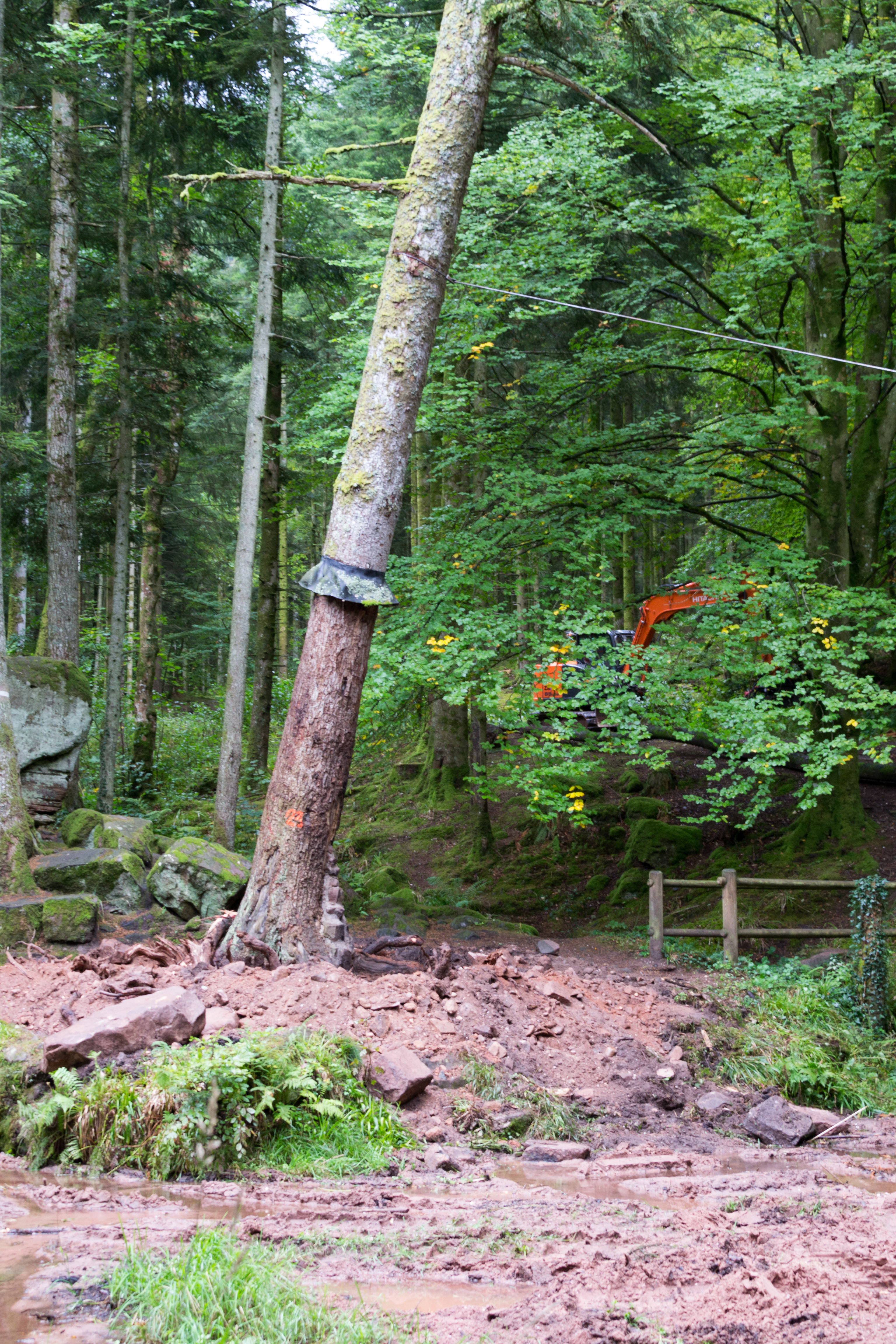
Abattage à culée noire

Généralement, les abattages sont faits à culée blanche : la partie aérienne de l’arbre est coupée, mais l’abattage lui-même ne concerne pas la souche. Au contraire, l’abattage à culée noire consiste à extraire la souche lors de l’abattage au moyen d'une barre d'acier fixée sur le bras d'un tracteur (treepusher) qui arrache cette souche en tirant sur le tronc pour l’utiliser comme un levier. Au préalable, le sol autour de la souche est généralement décaissé, et les racines ainsi accessibles coupées pour faciliter l’extraction de la souche et éviter que le tronc ne se brise sous la contrainte.